# Хронология Воронежа
Ниже приводится хронология города Воронеж, Россия.

## До XX века
- 1586 — Создание крепости.[1]
- 1590 — Крепость сожжена черкасами.[2]
- 1694 — Начало кораблестроения.[3]
- 1703 — Пожар.[1]
- 1748 — Пожар.[1]
- 1773 — Пожар.[1]
- 1802 — Создание театральной труппы.[4]
- 1826 — Открытие Каменного моста в Воронеже.
- 1833 (приблизительно) — Открытие музыкального магазина Брауна.[5]
- 1860 — Возведение памятника Пётру I.[1]
- 1868
  - Начало железнодорожного сообщения между Воронежем и Ростовом-на-Дону.
  - Возведение памятника Алексею Кольцову.[1]
- 1871
  - Начало железнодорожного сообщения между Воронежем и Москвой.
  - Открытие Кольцовского сквера.
- 1876 — Начало железнодорожного сообщения между Воронежем и Ростовом.
- 1897 — Население: 84 015.

## XX век
- 1913 — Население: 94 800.[6]
- 1918
  - Создание Воронежского государственного университета.
  - Начало издания литературного журнала Сирена.
- 1926 — Население: 120 017.[3]
- 1928 — Город становится частью Центрально-Чернозёмной области.[7]
- 1933 — Открытие Воронежского областного художественного музея имени И. Н. Крамского.[8]
- 1934
  - Город становится частью вновь созданной Воронежской области.[9]
  - Построен Центральный стадион профсоюзов (Воронеж).
- 1937 — Создание Воронежского Государственного Ботанического сада Университета имени Б. М. Козо-Полянского.[10]
- 1938 — Создание Воронежской Танцевальной Академии.[11]
- 1939 — Население: 326 836.[3]
- 1947 — Формирование ФК «Факел»(Воронеж).
- 1954 — Открыт Вогрэсовский мост.
- 1959 — Восстановлен Чернавский мост.
- 1963 — Создан Воронежский государственный театр юного зрителя.
- 1968 — Воронежский театр оперы и балета получил своё современное название.
- 1972 — Начал функционировать аэропорт «Воронеж».[12]
- 1979 — Население: 809 000.[13]
- 1985 — Открыт Северный мост.
- 27 сентября 1989 — Предполагаемые наблюдения НЛО в Воронеже[14].
- 1990 — Предложение по постройке АЭС отклонено.[15]
- 2000 — Воронеж стал частью Центрального федерального округа.

## XXI век
- 2004
  - Борис Скрынников стал мэром.
  - Взрывы.[16]
- 2008 — Сергей Колиух стал мэром.
- 2009 — Построен Воронежский Благовещенский собор.
- 2010 — Население: 889 680.